# Lista över DFE:s tecknade TV-serier
Detta är en lista över tecknade TV-serier producerade av DePatie-Freleng Enterprises. TV-specialare och kortfilmsserier är inte inkluderade.
Om inget annan anges var varje avsnitt 22 minuter, exklusive reklam.
| Serie                        | Originaltitel                    | År        | Avsnitt | Anmärkning |
| ---------------------------- | -------------------------------- | --------- | ------- | --- |
|                              | The Super 6                      | 1966-1967 | 20      | |
|                              | Super President                  | 1967-1968 | 30      | |
|                              | Here Comes the Grump             | 1969-1970 | 34      | |
| Dr. Dolittle                 | Doctor Dolittle                  | 1970-1971 | 18      | |
|                              | The Barkleys                     | 1972-1973 | 13      | |
|                              | The Houndcats                    | 1972-1973 | 13      | |
|                              | Bailey's Comets                  | 1973-1974 | 32      | |
|                              | The Oddball Couple               | 1975-1976 | 16      | |
| Tillbaka till apornas planet | Return to the Planet of the Apes | 1975-1976 | 13      | |
|                              | Misterjaw                        | 1976-1977 | 34      | Misterjaw ingick som enda nyproducerade inslag i "The Pink Panther Laugh and a Half Hour and a Half Show" - varje episod var ca 6 minuter långt. |
| Mr. Magoo                    | What's New, Mister Magoo?        | 1977-1978 | 16      | |
|                              | Baggy Pants and the Nitwits      | 1977-1978 | 13      | |
| Fantastic Four               | The Fantastic Four               | 1978      | 12      | |
| Rosa pantern                 | The All-New Pink Panther Show    | 1978-1979 | 16      | |
|                              | Spider-Woman                     | 1979      | 16      | |